# Ned Bellamy
Ned Bellamy (n. 7 de mayo de 1957) es un actor estadounidense.
Bellamy nació en Dayton, Ohio. Después de graduarse de la universidad UCLA, fundó la compañía de teatro basada en Los Ángeles The Actors' Gang con el también actor Tim Robbins.
Apareció en episodio de Seinfeld "The Fatigues". Su hermano, Mark Bellamy, fue el embajador de Estados Unidos en Kenia entre 2003 y 2006.

## Filmografía
| Año       | Título                                  | Personaje                    |
| --------- | --------------------------------------- | ---------------------------- |
| 1991      | Deadly Desire                           | Sparrow                      |
| 1994      | Cobb                                    | Ray                          |
| 1994      | Ed Wood                                 | Dr. Tom Mason                |
| 1994      | The Shawshank Redemption                | Youngblood                   |
| 1997      | Con Air                                 | Piloto Chopper               |
| 1997      | Un gato del FBI                         | Agente #1                    |
| 1999      | Being John Malkovich                    | Derek Mantini                |
| 1999      | Cradle Will Rock                        | Paul Edwards                 |
| 2000      | Charlie's Angels                        | Red Star Systems Director    |
| 2003      | Runaway Jury                            | Jerome                       |
| 2004      | Saw                                     | Jeff Ridenhour-Thomas        |
| 2005      | Lords of Dogtown                        | Peter Darling                |
| 2005      | The Ice Harvest                         | Sidney                       |
| 2006      | Tenacious D and the Pick of Destiny     | Guardia de seguridad         |
| 2008      | Crepúsculo                              | [Waylon Forge                |
| 2008      | War, Inc.                               | Ooq-Yu-Fay Taqnufmini/Zubleh |
| 2008–2009 | Terminator: The Sarah Connor Chronicles | Ed Winston                   |
| 2011      | Crazy Eyes                              | Bob                          |
| 2011      | Treme                                   | Vincent Abreu                |
| 2012      | The Paperboy                            | Tyree Van Wetter             |
| 2022      | Father Stu                              | Dr. Novack                   |
| 2023      | Familia revuelta                        | Hanes                        |